# Chris Robinson (Sänger)

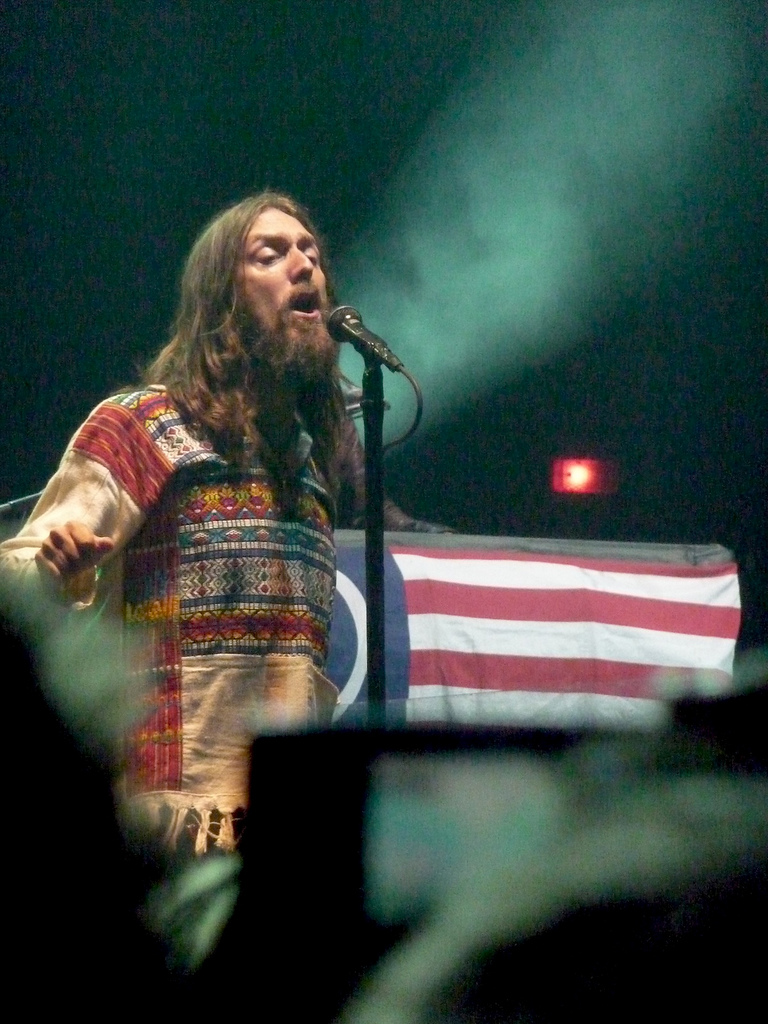
Chris Robinson (2009)

Christopher „Chris“ Mark Robinson (* 20. Dezember 1966 in Atlanta, Georgia) ist ein US-amerikanischer Musiker. Er ist Leadsänger der Rockband The Black Crowes, die er gemeinsam mit seinem Bruder Rich Robinson in den 1980er-Jahren gegründet hatte.

## Laufbahn

### The Black Crowes
Anfang der 1990er gelang Robinson mit der Band mit ihrem Debüt Shake Your Moneymaker ein weltweiter Millionenerfolg und der internationale Durchbruch. Mit dem Nachfolger The Southern Harmony and Musical Companion etablierten die „Black Crowes“ ihre Mischung aus Retro-Rock, Soul, Gospel und Country. Nach mehreren kommerziell erfolglosen Alben trennte sich die Band zunächst Anfang 2002, startete im Frühjahr 2005 allerdings ein Comeback. 2011 lösten sie sich erneut vorübergehend auf.

### New Earth Mud
Während der Auszeit versuchte sich Chris Robinson mit mäßigem Erfolg an seinem Soloprojekt New Earth Mud. Hierfür tourte er in den Jahren 2003 und 2004. Es kam im Rahmen von New Earth Mud auch zu einer erneuten Zusammenarbeit mit ehemaligen Mitgliedern der Black Crowes. Sowohl Marc Ford als auch Eddie Harsch wirkten am ersten Album mit, das ebenfalls New Earth Mud genannt wurde. Audley Freed, von 1998 bis 2001 Tourgitarrist der Black Crowes, gehörte nach der Veröffentlichung des zweiten Albums This Magnificent Distance zur Band New Earth Mud.

### Chris Robinson Brotherhood
Nachdem die Black Crowes 2010 erneut eine Pause unbestimmter Länge bekannt gaben, wurde im Herbst des Jahres Robinsons neues Projekt vorgestellt, die Chris Robinson Brotherhood. Sie tourte bereits im Frühjahr 2011 durch Kalifornien und fiel besonders durch häufige Coversongs der Grateful Dead auf. Mitglieder der Chris Robinson Brotherhood sind der von den Black Crowes bereits bekannte Keyboarder Adam MacDougall und Mark „Muddy“ Dutton am Bass, der zusammen mit Marc Ford bei Burning Tree spielte, bevor dieser die Band 1992 für die Black Crowes verließ.
Das Debütalbum der Chris Robinson Brotherhood wurde im Januar 2012 aufgenommen und erschien in Deutschland Anfang Juni 2012 unter dem Namen Big Moon Ritual. Es war zu diesem Zeitpunkt bereits eingeplant, im Herbst des Jahres den Nachfolger The Magic Door zu veröffentlichen, das vielmehr eine Art Ergänzung zum vorherigen Album sein soll. Musikalisch sieht sich die CRB dabei als Psych Band und erinnert in ihrer Mischung aus Experimentierfreude und amerikanischer Folkrockmusik nicht selten an die bereits genannten Grateful Dead. Bei Konzerten kommt es auch häufiger zu Gastauftritten von Mitgliedern dieser Band, insbesondere von Phil Lesh als auch Bob Weir.
Das dritte Studioalbum der Gruppe Phosphorescent Harvest erschien Ende April 2014 auf Silver Arrow Records. Zusätzlich zu den bereits genannten Musikern Dutton und MacDougall waren noch George Sluppick am Schlagzeug und der von seiner Zusammenarbeit mit Ryan Adams bekannte Neal Casal an der Gitarre beteiligt.

### Produzent
Nachdem Robinson in den frühen 90er Jahren bereits einige Alben anderer Künstler produziert hatte, erschienen am Ende des ersten 2000er-Jahrzehnts noch weitere Aufnahmen mit ihm als Produzenten. Häufig mit Lob der Kritiker bedacht, stellte sich bei den meisten nur mäßiger kommerzieller Erfolg ein.
- Crossing Bridges von The Kinsey Report, 1993
- Very Crystal Speed Machine von Thee Hypnotics, 1994
- Vagabonds von Gary Louris, 2008
- Acoustic Vagabonds von Gary Louris, 2008
- Ready for the Flood von Mark Olson & Gary Louris, 2009
- Truth & Salvage Co. von Truth & Salvage Co., 2010

## Privatleben
Am 8. September 1996 heiratete Robinson Lala Sloatman, eine Nichte von Frank Zappa. Die Ehe wurde 1998 geschieden. Nach knapp 7 Jahren Ehe mit der Schauspielerin Kate Hudson trennten sie sich 2006. Sie haben einen Sohn, Ryder Russell Robinson, der am 7. Januar 2004 geboren wurde. Im Jahre 2009 heiratete Robinson erneut. Zusammen mit seiner dritten Ehefrau Allison Bridges bekam er am 26. Dezember 2009 eine Tochter, die Cheyenne Genevieve genannt wurde. Diese Ehe wurde im Oktober 2018 geschieden.

## Diskografie

### The Black Crowes
- 1990: Shake Your Money Maker
- 1992: The Southern Harmony and Musical Companion
- 1994: Amorica
- 1996: Three Snakes and One Charm
- 1998: Sho Nuff (Box Set)
- 1999: By Your Side
- 2000: Greatest Hits 1990-1999: A Tribute to a Work in Progress
- 2000: Live at the Greek (Jimmy Page & The Black Crowes)
- 2001: Lions
- 2002: Live
- 2006: Freak ’n’ Roll... Into the Fog (DVD, später auch CD)
- 2006: The Lost Crowes
- 2008: Warpaint
- 2009: Warpaint Live
- 2009: Before the Frost...Until the Freeze
- 2010: Croweology

### Soloalben
- 2002: New Earth Mud
- 2004: This Magnificent Distance
- 2007: Brothers of a Feather: Live at the Roxy

### Chris Robinson Brotherhood
- 2012: Big Moon Ritual
- 2012: The Magic Door
- 2014: Phosphorescent Harvest
- 2016: Any Way You Love, We Know How You Feel
- 2017: Betty’s Self-Rising Southern Blends Vol. 3
- 2017: Barefoot in the Head
- 2019: Servants of the Sun

## Belege
1. ↑   News auf der Bandhomepage (Memento vom 21. Februar 2014 im Internet Archive)
2. ↑   Biografieabschnitt auf der Bandhomepage (Memento vom 6. Januar 2015 im Internet Archive)
3. ↑  Eintrag zu Neal Casal bei discogs.com

| Personendaten    | Personendaten                                                                     |
| ---------------- | --------------------------------------------------------------------------------- |
| NAME             | Robinson, Chris                                                                   |
| ALTERNATIVNAMEN  | Robinson, Christopher Mark (vollständiger Name); Robinson, Chris Mark (Spitzname) |
| KURZBESCHREIBUNG | US-amerikanischer Musiker                                                         |
| GEBURTSDATUM     | 20. Dezember 1966                                                                 |
| GEBURTSORT       | Atlanta, Georgia, Vereinigte Staaten                                              |